# Obora (Morávia do Sul)
Obora é uma comuna checa localizada na região de Morávia do Sul, distrito de Blansko.